# Pożeże
Pożeże (ukr. Пожежа, Pożeża) – wieś na Ukrainie, w obwodzie tarnopolskim, w rejonie czortkowskim.

## Historia
Po zakończeniu I wojny światowej, od listopada 1918 roku do lata 1919 roku Pożeże znajdowało się w Zachodnioukraińskiej Republice Ludowej.
W II Rzeczypospolitej miejscowość należała do powiatu buczackiego w województwie tarnopolskim.
Wieś wchodzi w skład rady wiejskiej z siedzibą w Jazłowcu.